# Kedataran
Kedataran is een bestuurslaag in het regentschap Kaur van de provincie Bengkulu, Indonesië. Kedataran telt 405 inwoners (volkstelling 2010).